# Heinz Günther Hüsch

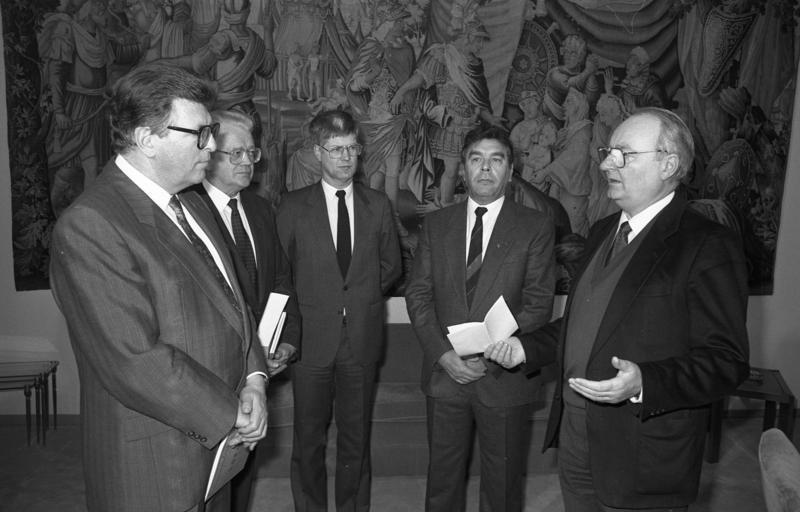
Heinz Günther Hüsch (rechts) 1987

Heinz Günther Hüsch (* 13. Juni 1929 in Karken; † 24. Oktober 2023 in Neuss) war ein deutscher Rechtsanwalt und Politiker (CDU). Er lebte in Neuss (Nordrhein-Westfalen).

## Leben und Beruf
Hüsch studierte Rechtswissenschaft und promovierte 1956 in Köln über Das Strafrecht in Neuß zwischen 1074 und 1794.
Er gehörte zu den Gründern der CDU in Neuss und war dort auch lange Jahre der Vorsitzende der Jungen Union. Von November 1956 bis Oktober 2009 saß er ununterbrochen im Rat der Stadt Neuss. In den Jahren 1998 bis 1999 war er Vorsitzender der CDU-Ratsfraktion.
1966 wurde Hüsch in Nachfolge von Adolf Flecken in Neuss zum Mitglied des Landtags von Nordrhein-Westfalen gewählt, dem er bis 1976 angehörte. Dort war er Vorsitzender des Wirtschaftsausschusses und setzte sich mit den beiden Abgeordneten Peter Giesen und Hans-Ulrich Klose für die Belange der Stadt Neuss und des damaligen Kreises Grevenbroich bei der kommunalen Neugliederung ein.
Von 1976 bis 1990 war Heinz Günther Hüsch Mitglied des Deutschen Bundestages. Er gewann jeweils den Wahlkreis Neuss-Grevenbroich I bzw. Neuss I direkt, unter anderem gegen die damalige Bundestagspräsidentin Annemarie Renger. Während seiner Abgeordnetentätigkeit im Bundestag war Hüsch Vorsitzender des Vermittlungsausschusses, stellvertretender Vorsitzender des Ausschusses für wirtschaftliche Zusammenarbeit, Obmann im Flick-Untersuchungsausschuss und Vorsitzender des berühmt gewordenen Ausschusses „Neue Heimat“.
Im Zeitraum von 1968 bis 1989 war Hüsch Deutschlands Verhandlungsführer in der Geheimsache Kanal über den „Freikauf“ von 226.654 Rumäniendeutschen. Im Zuge dessen hatte er unter dem ihm von der Securitate gegebenen Decknamen „Eduard“ mehr als 200 offizielle und zwischen 600 und 1000 inoffizielle Treffen mit Vertretern der rumänischen Regierung. Seine Mission endete erst mit dem Sturz des Ceaușescu-Regimes während der Rumänischen Revolution 1989. Seine Akten zur Geheimsache Kanal übergab Hüsch an das Bundesarchiv in Koblenz.
1972 war Hüsch Schützenkönig in Neuss, lange Jahre war er Vorsitzender der Vereinigung der Heimatfreunde Neuss e. V., für Jahrzehnte gehörte er dem Kirchenvorstand der katholischen Kirchengemeinde St. Quirin (siehe auch Quirinus-Münster (Neuss) und Quirinus von Neuss) in Neuss an. Er gehörte zu den Gründern des Vereins Augustinus Hospiz Neuss e. V., dessen Ehrenvorsitzender er war (2016).
Er war Mitglied der katholischen Studentenverbindungen K. D. St. V. Asgard Köln im Cartellverband der katholischen deutschen Studentenverbindungen (CV).
Hüsch war Inhaber des Großen Verdienstkreuzes des Verdienstordens der Bundesrepublik Deutschland, des Verdienstordens des Landes Nordrhein-Westfalen, des Hessenpreises und des Verdienstorden Pro Merito Melitensi. 2014 wurde Hüsch mit der höchsten Auszeichnung der Landsmannschaft der Banater Schwaben, der „Prinz-Eugen-Nadel“, ausgezeichnet. 2019 zeichnet die Stadt Neuss Hüsch als Ersten mit ihrem Ehrenwappen aus.
Seine Tochter Hanni Hüsch arbeitete als Korrespondentin für die ARD.
Heinz Günther Hüsch starb 94-jährig am 24. Oktober 2023 in seiner Wahlheimat Neuss. Seine letzte Ruhestätte fand er auf dem Hauptfriedhof in Neuss an der Rheydter Straße.

## Videomaterial
- Der größte Freikauf der Geschichte., Deutsche Welle, 26. Juni 2010, Dokumentation von Alexander Feist, 8:17 min
- Jane C.K. Amberger, Radu Gota: Der Freikäufer, 2015
- Răzvan Georgescu: Deutsche gegen Devisen, 2014
- Răzvan Georgescu: Ein Pass für Deutschland, 2014
- Susanne Glass: Teurer Freikauf, 2013
- Razvan Georgescu: Pasaport de Germania. Film für den Schulunterricht in Rumänien, One World Romania 2016
- Heinz Günther Hüsch. In: Filmreihe „Künstler und Zeitzeugen im Portrait“, Kulturamt der Stadt Neuss 2019